# مزهولزی (ناحیه فورمر هورشووسکی تین)
مزهولزی (به چکی: Mezholezy) یک منطقهٔ مسکونی در جمهوری چک است که در ناحیه دوماژلیتسه واقع شده‌است. مزهولزی ۱۰٫۱۲ کیلومتر مربع مساحت و ۱۴۵ نفر جمعیت دارد و ۴۳۷ متر بالاتر از سطح دریا واقع شده‌است.